# Jeroni Camps
Jeroni Camps   (Rupit, 1725 - Ciutat de Mèxic, 1800) fou un frare dominic destinat a Mèxic on tingué un paper rellevant en l'àmbit eclesiàstic i en l'organització de les missions a la Baixa Califòrnia.
Va fer la seva professió religiosa al convent de santa Caterina de Barcelona. Fou nomenat procurador general de la província dels dominics a Mèxic. En aquesta diòcesi intervingué en les discussions doctrinals del IV Concili Provincial mexicà convocat per l'arquebisbe Francisco Antonio de Lorenzana.
Donà suport a les posicions de l'arquebisbe Lorenzana i feu costat als regalistes en qüestions com l'expulsió dels jesuïtes per Carles III d'Espanya, un afer religiós amb conseqüències polítiques que mostrava com la legitimitat del rei i dels seus funcionaris estava seriosament afectada. Jeroni Camps destacà en la defensa del rei enfront de l'important nombre de mexicans que repudiaven aquesta acció i que provocaren greus aldarulls a San Luis Potosí, Guanajuato i Michoacán.
El 1772, posà en marxa, després de moltes dificultats, les missions dels dominics a la Baixa Califòrnia. Les missions, a més de l'aspecte religiós, foren un dels medis més útils per a la corona espanyola d'afermar i expandir la colonització dels territoris. Els frares de l'orde dominicana havien establert, el 1800, nou missions a nord de la baixa Califòrnia, a més d'administrar algunes de les creades anteriorment pels jesuïtes.